# Hubert Szaniawski
Hubert Szaniawski, także Hubert Junosza-Szaniawski (ur. w 1938 w Równem) – polski paleontolog.

## Elementy biografii
W 1962 ukończył studia na Wydziale Geologii UW. Po uzyskaniu doktoratu w Instytucie Nauk Geologicznych PAN dalsza kariera zawodowa Huberta Szaniawskiego była związana z Instytutem Paleobiologii PAN, w którym był zatrudniony w latach 1968–2012; w latach 1992–2006 pełnił funkcję dyrektora Instytutu. W 1987 otrzymał tytuł profesora. Członek Towarzystwa Naukowego Warszawskiego (Wydział IV Nauk Biologicznych).
Uczestnik polsko-mongolskiej wyprawy paleontologicznej na Pustynię Gobi w 1970. Brał także udział w wyprawach polarnych (na Antarktydę i na Spitsbergen), podczas których realizował filmy dokumentalne.

## Osiągnięcia naukowe

### Znaczenie w historii nauki
Hubert Szaniawski znany jest przede wszystkim ze szczegółowych badań nad protokonodontami, dzięki którym wykazał, że te niegdyś enigmatyczne mikroskamieniałości kambryjskie są szczątkami szczecioszczękich.

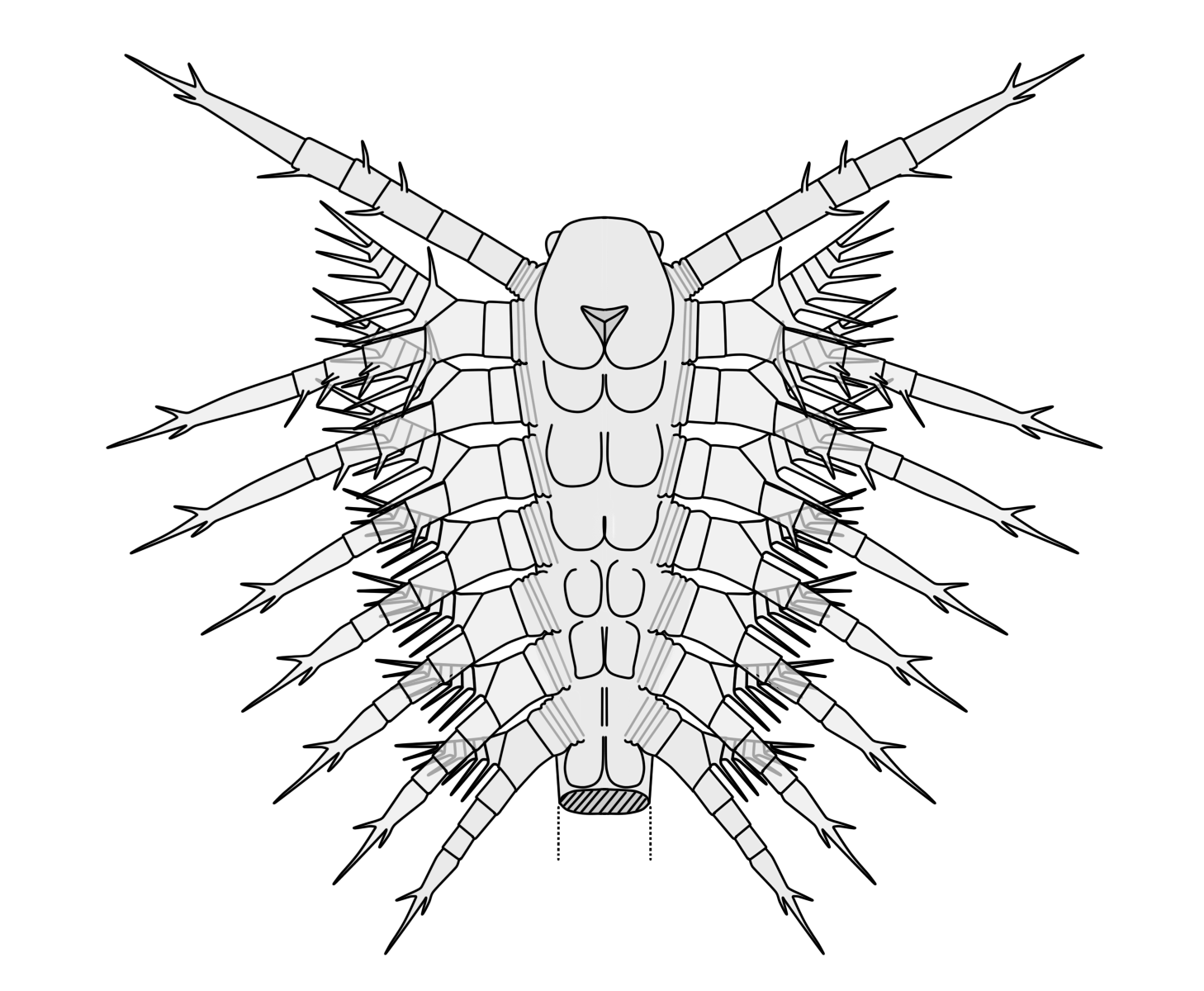
Cambrocaris (rekonstrukcja bez niezachowanej tylnej części, widok od strony brzusznej)

Na podstawie skamieniałości znalezionych w wierceniu na Helu opisał także (wspólnie z Dieterem Walosskiem) kambryjskiego stawonoga (skorupiaka?), któremu nadano nazwę rodzajową Cambrocaris.
Zajmował się także skolekodontami (mikroskamieniałościami wieloszczetów). Wspólnie z Cyprianem Kulickim wykazał również, że pewne mikroskamieniałości, uważane dotąd za skolekodonty, są w rzeczywistości haczykami głowonogów.

### Wybrane publikacje
- Some Mesozoic scolecodonts congeneric with Recent forms (1974)[10]
- Chaetognath grasping spines recognized among Cambrian protoconodonts (1982)[13]
- Cambrocaris baltica, a possible stem-lineage crustacean from the Upper Cambrian of Poland (Walossek & Szaniawski, 1991)[9]
- New evidence for the protoconodont origin of chaetognaths (2002)[7]

## Upamiętnienie
Na jego cześć nazwano gatunek jurajskiego skolekodonta ?Goniada szaniawskii Kozur in Szaniawski, 1974 oraz gatunek permskiego graptolita Diplohydra szaniawskii Mierzejewski & Kulicki, 2002.